# Epilobium iglaviense
Epilobium iglaviense är en dunörtsväxtart som beskrevs av M. Smejkal. Epilobium iglaviense ingår i släktet dunörter, och familjen dunörtsväxter. Inga underarter finns listade i Catalogue of Life.